# Jamie Perkins
Jamie Perkins (Gold Coast, 19 de janeiro de 2005) é uma nadadora australiana.

## Carreira
Jamie Perkins nada no St Peters Western Swim Club em Brisbane.
No Campeonato Pan-Pacífico Júnior de 2022, Perkins ganhou a prata nos 200 metros livres, 400 metros livres e 800 metros livres, bem como em ambos os revezamentos de estilo livre. No final do ano ela foi eliminada do campeonato mundial de curta distância em Melbourne em 13º lugar nos 800 metros livres. No Campeonato Mundial Júnior de 2023 em Netanya, Perkins venceu os 400 metros livres e ficou em segundo lugar no revezamento 4 x 200 metros livres. Ela recebeu outra medalha de ouro pelo esforço preliminar no revezamento 4x100 metros livre.
Em 2024, nos Jogos Olímpicos de Paris, Perkins competiu inicialmente nos 400 metros livres e terminou em oitavo. A equipe australiana de revezamento 4x200 metros livre formada por Lani Pallister , Jamie Perkins, Brianna Throssell e Shayna Jack nadou o tempo mais rápido. Na final, Mollie O'Callaghan, Lani Pallister, Brianna Throssell e Ariarne Titmus foram sete segundos e meio mais rápidas que o revezamento preliminar e venceram o quarteto dos Estados Unidos por 2,78 segundos.